# Koren Tamás
Koren Tamás (Kispest, 1937. február 15. – 2019. május 1.(k. n.)) Életmű-díjas magyar balettművész, a Magyar Állami Operaház tagja, a Magyar Táncművészeti Főiskola professor emeritusa.

## Életpályája
1945–1950 közt a Magyar Állami Operaház balettiskolájába járt, 1950–1954 közt az Állami Balett Intézet növendéke volt, mestere Nádasi Ferenc. 1959–1962 közt pedagógiai tanulmányokat is folytatott. 1954-től 1987-ig tagja a Magyar Állami Operaháznak mint balettművész, 1979–1987 közt címzetes magántáncos. 1970–1990 közt a Magyar Állami Operaház gyakorlat- és próbavezető balettmestere, majd a Magyar Táncművészeti Főiskola évfolyamvezető balettmestere, 1983-ban adjunktusi kinevezést kapott, 1996–2004 közt főiskolai docensként, 2004-2007 közt főiskolai tanárként működött. 2007-ben emeritálták.
Az 1970-es és az 1980-as években külföldön járt tanulmányutakon. 1974-ben Dániában, 1975-ben Leningrádban és Moszkvában járt, Moszkvában balettmesterként működött. 1988-ban újra Leningrádba látogatott.
A Táncművészek Szövetsége 2019. április 29-én Életmű-díjat adományozott neki a Tánc Világnapja alkalmából, amit április 30-án átvett.

## Főbb szerepei
- Csipkerózsika (P. Guszev): Carabosse, Óriás
- Diótörő: Egérkirály
- A hattyúk tava: Rothbart
- Gajane: Kuzakov, (Szergej)
- Tűzmadár (Fokin): Kascsej
- A rosszul őrzött lány: Jegyző
- Babatündér (Cieplinski): Lord Plumpsterhire
- Bihari nótája (Vashegyi): Schallentzer, az írnok
- Coppélia: Plakátragasztó
- A fából faragott királyfi (Harangozó): Az élet szelleme
- Furfangos diákok: Horváth, kollégium igazgató
- Rómeó és Júlia (Seregi): Verona hercege
- Csongor és Tünde (Eck): Kurrah
- Hamlet (opera): Hamlet apjának szelleme

## Balettmesteri tevékenység

### Magyar Állami Operaház
- Spartacus, Sylvia, A cédrus (Seregi) A rosszul őrzött lány (F. Ashton), Bournonville szvit, Variációk négy táncosra (Dolin), Le Sacre du Printernps (Béjart), Küzdelem (Keveházi), Etűdök (Lander)

## Végzős osztályok
- és ismertebb növendékei: 
  - 1986: Müller Ervin, Kövessy Angéla, Venekei Marianna
  - 1988: Nagyszentpéteri Miklós
  - 1997: Lukács András, Kozmér Alexandra
  - Dózsa Imre osztályaiban asszisztens: 1990, 1994,

Próbavezetés az MTF-en: Entre dos Aguas, Könnyed fandangó (R.North), Ütőhangszerek hat férfira (V. Nebrada), C-dúr szimfónia (G. Balanchine), Koncertszámok
Oslo - Királyi Operaház: vendégtanár: 1989, 1990, 1991

## Díjai
- A szocialista kultúráért (1978)
- Kiváló munkáért (1987) – kétszeresen
- Magyar Köztársasági Arany Érdemkereszt (1997)
- Lőrinc György-díj (2004)
- Horváth Margit-díj (?)[1]
- A Magyar Érdemrend lovagkeresztje (2019)
- Életmű-díj (2019)